# Rondeletia inermis
Rondeletia inermis là một loài thực vật có hoa trong họ Thiến thảo. Loài này được (Spreng.) Krug & Urb. miêu tả khoa học đầu tiên năm 1899.